# Isuzu Piazza
La Isuzu Piazza è una sportiva medio-piccola con carrozzeria due volumi a tre porte che fu costruita dalla Isuzu dal 1981 al 1992 in due serie; fu venduta anche come Isuzu Impulse nel Nord America e come Holden Piazza in Australia.

## Prima serie, 1980–1990 (JR120/130)
Nel 1978, Isuzu incaricò Giorgetto Giugiaro di progettare una nuova sportiva per sostituire la 117 Coupe (anch'essa disegnata da lui), a partire dalla piattaforma della Chevrolet Chevette (progetto sudamericano del 1973). Il prototipo fu presentato al Tokyo Motor Show del 1979 ottenendo recensioni entusiastiche e il via libera alla produzione.
La prima serie della Piazza iniziò ad essere prodotta nel settembre del 1980 in Giappone a Fujisawa; i motori disponibili erano dei 4 cilindri di 2 litri con potenza di 88 kW (lo stesso motore della 117 Coupé) o 99 kW, il cambio poteva essere a 5 marce o automatico a 4 rapporti, la trazione posteriore. Nell'aprile del 1984 fu aggiunto un motore turbocompresso da 132 kW che sostituì progressivamente l'aspirato di maggiore potenza. La produzione terminò nel 1990.

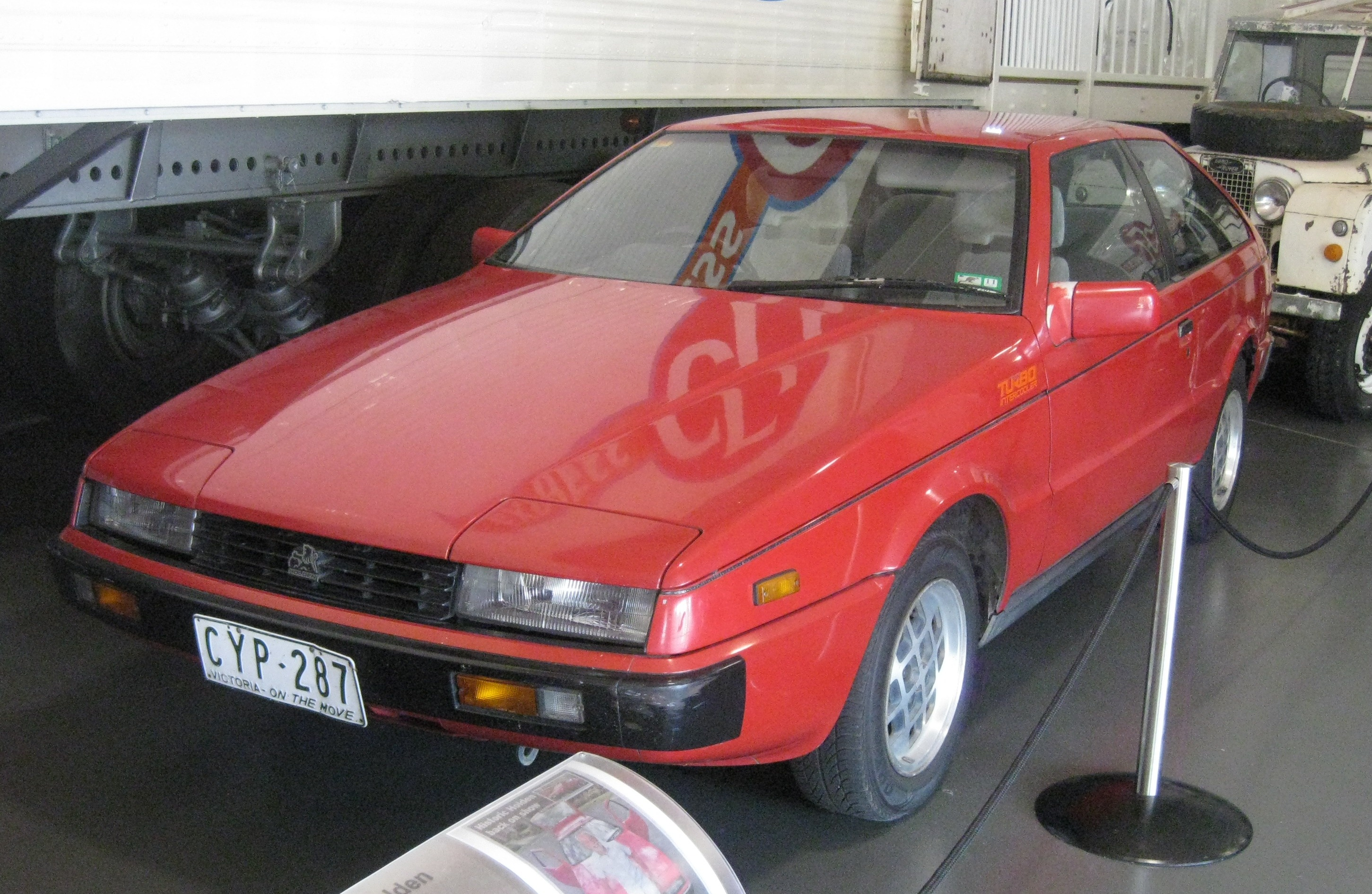
Holden Piazza

Nel mercato statunitense, la vettura fu venduta dal 1983 con il nome di Isuzu Impulse e un motore 4 cilindri 2 litri aspirato da 67 kW; nel 1985 fu aggiunto un motore turbocompresso da 104 kW, aggiornato nel 1987 con la versione RS. L'aggiornamento nel 1988 portò sospensioni riprogettate dalla Lotus e la sostituzione del motore aspirato con un 2300 cc da 82 kW, che non fu mai proposto in Giappone per ragioni fiscali. A differenza che nel mercato domestico, il numero di versioni proposte era limitato sostanzialmente a quelle full optional. Fu sostituita dalla seconda generazione nel 1989.
La Piazza fu proposta solo dopo il 1985 anche in Europa e Australia.
Nel Regno Unito fu proposta un'unica versione turbo da 147 cv che ottenne scarso successo a causa del prezzo elevato e della crisi dell'importatore; migliorò di poco la situazione l'introduzione dell'aggiornamento Lotus alle sospensioni, finché nel 1989 fu tolta dal commercio senza essere sostituita, come avvenne anche nel resto del continente. Per un breve periodo, contingentata, fu commercializzata anche in Italia.
In Australia fu commercializzata come Holden Piazza dal 1986, nella sola versione turbo.

## Seconda serie, 1990–1992 (1990–1991 e 1993 in Canada)
La seconda generazione fu progettata dalla Isuzu su incarico della General Motors a partire dalla piattaforma globale R-body della stessa GM, per sostituire le Chevrolet Spectrum, Geo Storm e Isuzu Gemini coupé con un design tipicamente europeo e derivato dalla Lotus Elan M100.
La versione a 3 porte debuttò come Impulse nel 1989. Dotata di trazione anteriore, fu offerta con un motore da 1588 cc e 97 kW.
Nel 1991 fu offerta anche la versione RS con motore turbo da 119 kW e trazione integrale nonché la versione wagon, solo con motore aspirato.
Nel 1991 cessò la produzione del motore turbo, mentre quello aspirato fu sostituito da un 1809 cm³ da 104 kW per entrambe le carrozzerie. La produzione cessò nel 1992 a causa dello scarso successo del modello e della scelta di Isuzu di non produrre più autovetture.
In Giappone fu venduta come Isuzu Piazza solo dal luglio 1991 alla primavera del 1992, con motore 1,8 l, trazione anteriore e sospensioni Lotus. Fu anche commercializzata la Geo Storm come Piazza PA Nero.

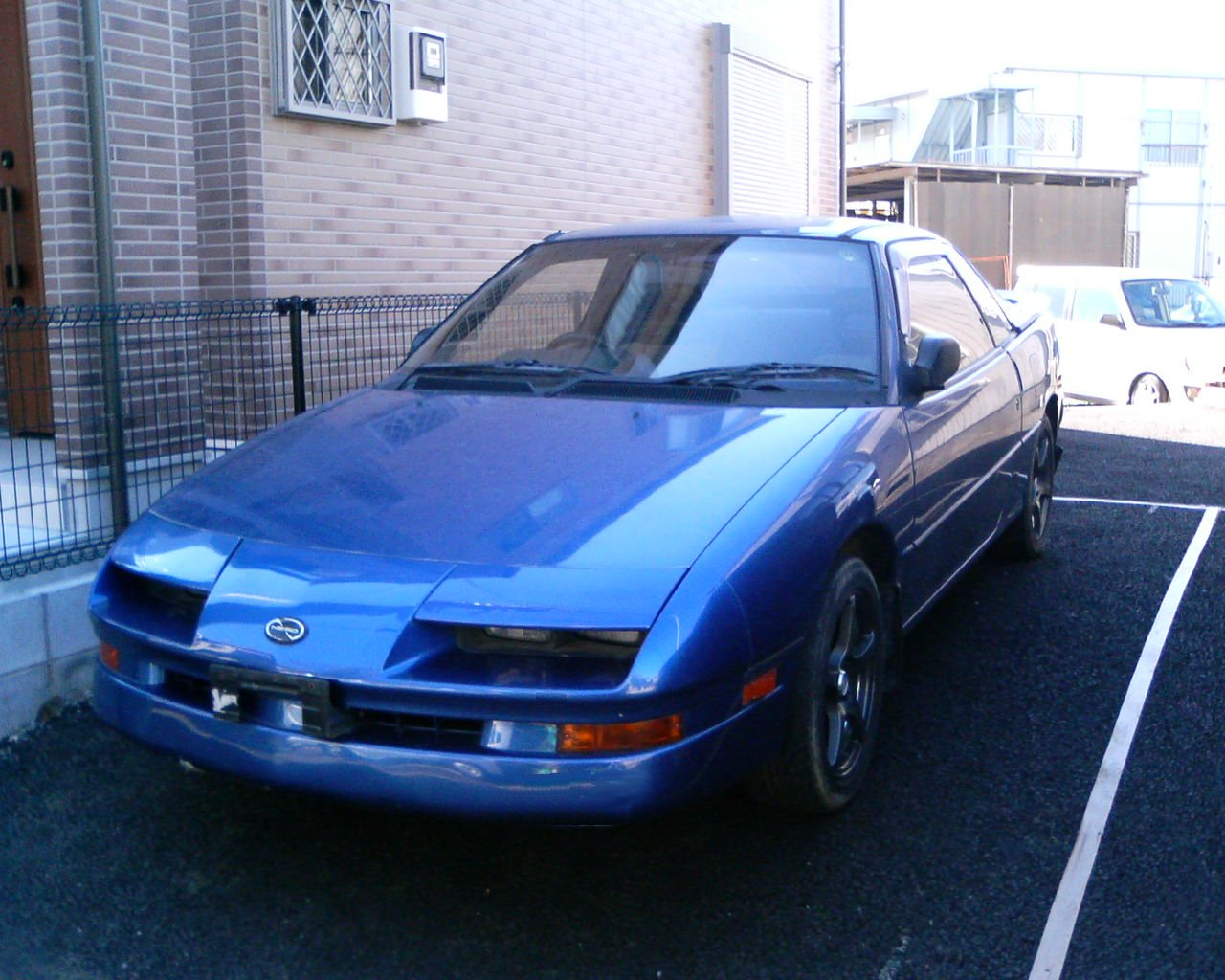
Isuzu Piazza PA Nero

In Canada, fu commercializzata con poche modifiche nelle versioni 1990 e 1991. Dopo una pausa, la versione 1993 con motore 1,8 l fu venduta come Asüna Sunfire, ma solo con carrozzeria coupé. Con la chiusura del marchio Asüna nel 1993, il nome Sunfire venne riutilizzato per la versione a marchio Pontiac della terza generazione della Chevrolet Cavalier.
In Australia la seconda generazione fu sostituita dalla Holden Calibra.